# Международное общество прав человека
Международное общество защиты прав человека (нем. Internationale Gesellschaft für Menschenrechte, англ. International Society for Human Rights, МОПЧ) — общественная организация, начавшая свою деятельность в 1972 году в городе Франкфурте-на-Майне (ФРГ) как региональная. Руководствуется принципами, изложенными во Всеобщей декларации прав человека.
Распространив свою деятельность за пределы Германии, Общество стало международным (1981). В данное время в состав МОПЧ входят 46 национальных секций и групп, которые действуют в странах Европы, Азии, Африки, Австралии и Америки. Правозащитная деятельность МОПЧ распространяется более чем на 90 стран мира. Деятельность структур Общества координирует Международный секретариат (Франкфурт-на-Майне).